# 실패열전 장밋빛 인생
《실패열전 장밋빛 인생》은 실패한 사람들의 인생역정을 통해 실패하지 않는 방법과 성공할 수 있는 방법을 안내해 드린 KBS 2TV의 텔레비전 프로그램이다.

## 기획 의도
사람들은 얼굴 모습 만큼이나 다양한 색깔의 삶을 살아간다. 성공의 요인을 파악하여 크건, 작건 성공하는 사람들이 있는 반면 어이없는 실수와 욕심으로 인해 실패를 반복하고 파멸에 이르는 어두운 색깔의 인생도 부지기수이다. 이 프로그램은 장미의 다양한 색깔처럼 우리가 겪고 있는 여러 가지 인생의 빛깔을 타산지석으로 하여 성공과 실패의 교차점이 어디인지를 확인하고 소중한 인생의 의미를 생각해 보는 프로그램이다.

## 역대 진행자
- 정재환, 심혜진 (2001년 11월 9일 ~ 2001년 11월 30일)
- 정재환, 손미나 (2001년 12월 7일 ~ 2002년 3월 1일)

## 코너 소개
매주 세가지 색깔의 인생으로 꾸며진다. 어이없는 실수, 욕심에서 비롯된 실패, 실패했지만 성공한 인생 등 씁쓸하고 때로는 감동적인 사연 등이다.

## 결방 사유
- 2001년 12월 28일: 《미스터리 특급 - 블랙박스 냉동인간의 비밀》 방송으로 인해 결방
- 2002년 2월 8일: 설날 특집 《스타대결 오락대백과》 방송으로 인해 결방
- 2002년 2월 22일: 파일럿 프로그램 《이색극장 두 남자 이야기》 방송으로 인해 결방

## 참고 사항
- 이 프로그램은 실패한 사람들의 경험을 통해 새로운 삶의 비전을 제시했으나[1] 메인 MC 정재환을 화요일 시사터치 코미디 파일과[2] 같은 시간대(8시 20분) 사회자로 겹치기 출연시켜 비난을 샀다. 아울러, "절대 빈곤 상태에 있는 사람도 많은데 자신의 실수로 사업에 실패한 사람들에게 특혜를 주는 것은 바람직하지 않다", "인생의 실패를 돈으로만 측정할 수 있느냐"는 등의 지적을 사서[3] 1년을 넘기지 못했고, 후속 프로그램으로 《스타 집현전》이 방영되었다.
- 첫 회부터 공동 진행을 맡아 온 심혜진은 SBS 대박가족을 통해 시트콤 도전을 하여[4] 4회 만에 중도 하차했으며 100회로 명기된 출연 계약에 따라[5] 2002년 8월 12일 방송분을 끝으로 이 프로그램에서 하차했는데 당시 대박가족 조연이었던 최성국은 <실패열전 장밋빛 인생> 메인 MC 정재환과 함께 SBS 드라마 맛을 보여드립니다에서 호흡을 맞췄고 <실패열전 장밋빛 인생> 공동 연출자 홍석구 PD가 그 이후 드라마국으로 돌아온 뒤 선택한 작품이자 이 드라마의 집필자 서영명 작가가 그 이후 차기작으로 선택했던 KBS 1TV 금쪽같은 내 새끼[6] 조연에 속한 양금석은 <실패열전 장밋빛 인생> 초대 MC 심혜진이 캐스팅 물망에 오른[7] SBS 소풍가는 여자 조연이었다.